# Брассампуй
Брассампуй (фр. Brassempouy, окс. Brassempoi) — коммуна на юго-западе Франции в департаменте Ланды (регион Аквитания).
Это небольшое поселение, насчитывающее около 300 жителей, известно, главным образом, археологическими находками и, в особенности, знаменитой статуэткой «Дамы с капюшоном».

## География
Посёлок расположен в стороне от дороги, связывающей Мон-де-Марсан и Ортез, примерно в 10 километрах юго-западнее коммуны Ажетмо. С исторической точки зрения структура поселения близка к бастиде. По руслу небольшой реки Люи де Франс проходит граница между коммунами Брассампуй и Аму.

## История
Название Брассампуй происходит от латинского слова Brachipodio, ставшего впоследствии гасконским.
Это маленькое поселение терруара Шалосс стало широко известно после обнаружения на территории коммуны в 1890 году первобытного пещерного жилища (grotte du Pape), и в особенности, небольшой статуэтки, выполненной из бивня мамонта, получившей название «Венера Брассампуйская» (или также «Дама с капюшоном»). Эта статуэтка является самым древним изображением человеческого облика; к тому же примечательна изящность и красота этой работы.
Копия статуэтки хранится в местном археологическом музее (Maison de la Dame), который, по сути, целиком посвящён этой находке.
Другие исторические периоды также наложили свои отпечатки на организацию поселения. Например, в наше время ещё можно видеть земляные укрепления, названные «римским лагерем», что не точно отражает их историю возникновения. Тем не менее, общепризнано, что поселение возникло на месте старого римского каструма.
Однако ярче всего в городе заметны следы средневековья, поскольку поселение строилось именно в эту эпоху. Брассампуй, по сути, является старой английской бастидой, в которой жилые дома выровнены вдоль главной улицы (практически, единственной), соединяющей шато (видимая в наше время усадьба датирована XIX веком) и церковь. Городская церковь (XII век) классифицирована как национальный исторический памятник.

## Достопримечательности
- Археологическое пещерное жилище в Брассампуе — стоянка первобытного человека с обнаруженными ископаемыми находками периода позднего палеолита, в числе которых была статуэтка Венеры Брассампуйской. Пещера Grotte du Pape классифицирована как национальный исторический памятник в августе 1980 года.
- Церковь Сен-Сернен (фр. Église Saint-Sernin), классифицирована как национальный исторический памятник в январе 1939 года. Западный фасад и стены апсид и нефа вероятно датированы XII веком. В церкви находятся две деревянные статуи (святой Павел и епископ) XVII века, классифицированные как исторический памятник в сентябре 2001 года.
- Музей Венеры Брассампуйской (Maison de la Dame), где представлены копии девяти статуэток из бивня мамонта, найденные здесь при раскопках, а также копии других статуэток, обнаруженных во Франции.
- Остатки шато Пуден, на месте которых устроен музей.

## Городская жизнь
Массовые мероприятия устраиваются в коммуне на протяжении всего года:
- Престольный праздник (неделя на Вознесение Господне).
- Праздник музыки (июнь).
- Фестиваль Music’Arts (конец июля).
- Праздник сбора винограда (сентябрь, октябрь).
- Halha de Nadau (24 декабря).

Фестиваль Music’Arts проводится в коммуне ежегодно в конце июля (начиная с 1995 года); в эти дни устраиваются концерты в церкви, художественные экспозиции и дни средневековья с разнообразными костюмированными представлениями.

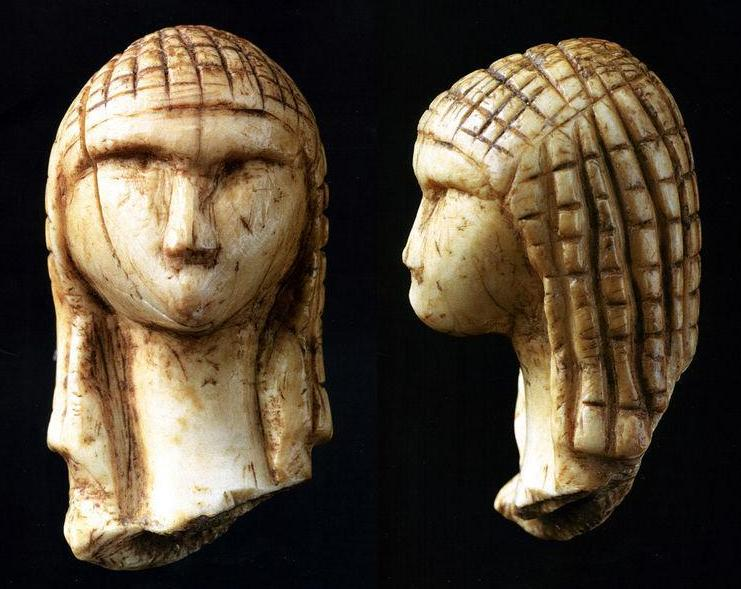
«Венера Брассампуйская», хранящаяся в Музее национальной археологии в Сен-Жермен-ан-Ле
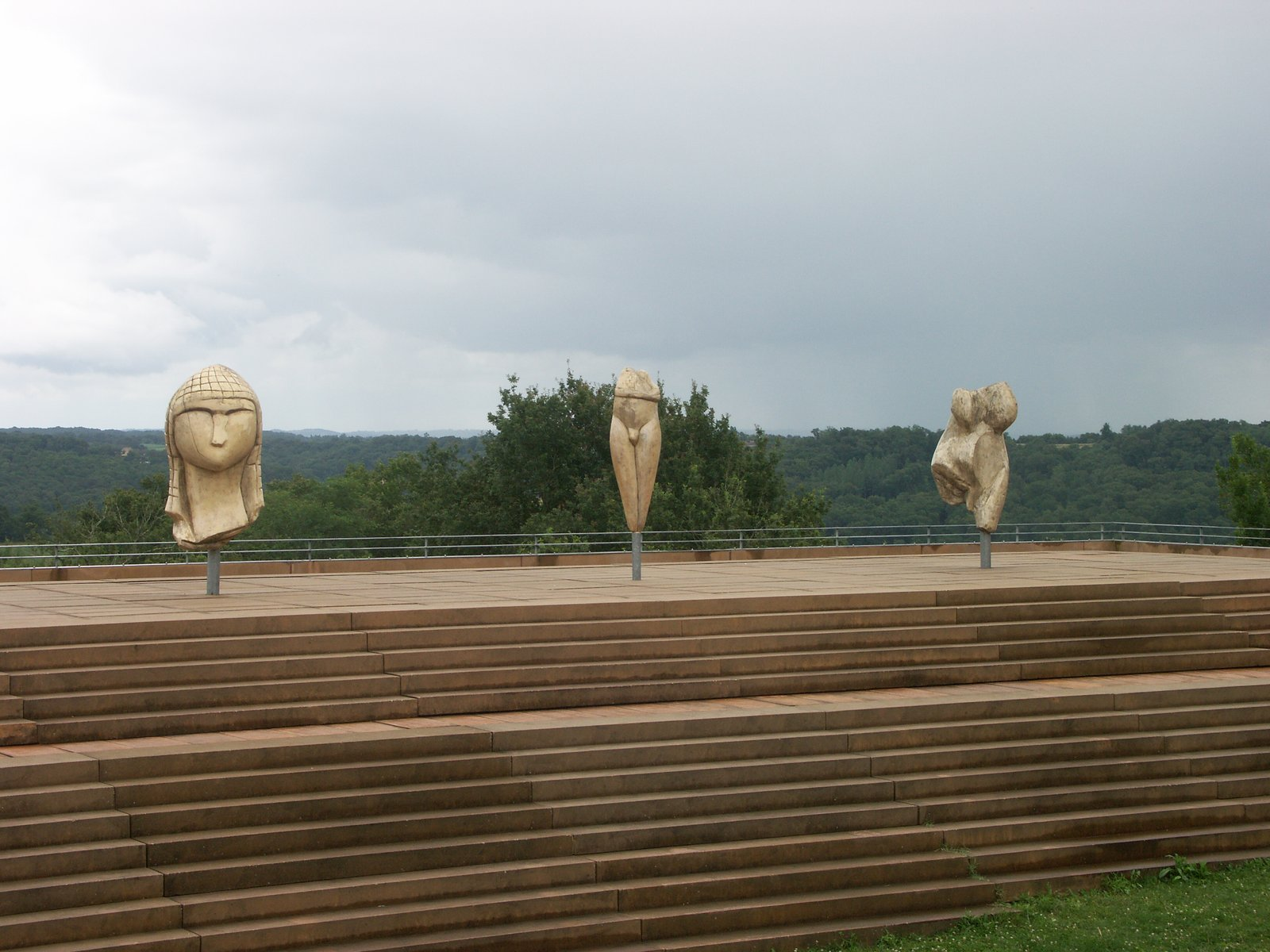
Композиция с дамой в капюшоне в местном музее
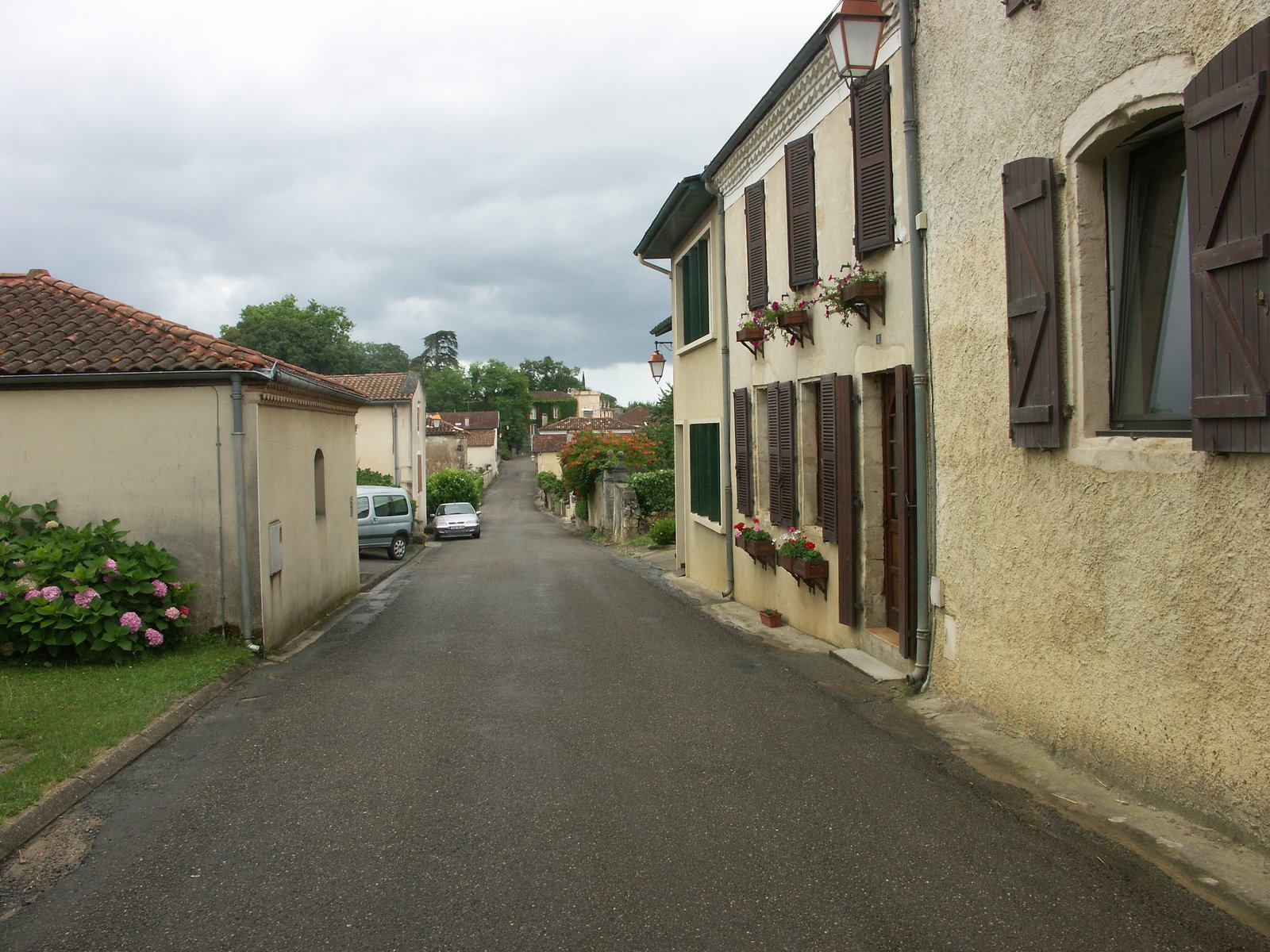
Главная улица в Брассампуе